# MC1R (Magazin)
MC1R (The magazine for redheads) ist ein Kulturmagazin für Rothaarige aus Hamburg und entstand als eine Idee von Tristan Rodgers. Es handelt sich um ein sogenanntes „Indiemagazin“.
MC1R ist ein unabhängiges Printmagazin, welches seit 2013 jährlich international herausgegeben wird. Das Magazin ist das erste Printmagazin weltweit, welches nur das Thema „Rote Haare“ behandelt. Hierfür gab es beim LeadAward eine Auszeichnung in der Kategorie „Newcomer Magazin des Jahres“ in Bronze. Während die erste Ausgabe rein auf Deutsch erschienen ist, wird seit der zweiten Ausgabe in englischer Sprache und international gearbeitet. Die Inhalte reichen von zeitgenössischer Kunst und Mode-Editorials über Musiker- und Designerinterviews bis hin zu ganz alltäglichen Geschichten über das Leben und aktuelles bzw. ehemaliges Zeitgeschehen. Dazu unterstützt das Magazin weltweite Projekte und einen vielfältigen Kulturraum rund um diese Haarfarbe und dem Rezeptor Melanocortin-1-Rezeptor (abgekürzt auch MC1R).
Die Motivation des Magazins ist das Verhalten von Gesellschaft und Medien in den verschiedenen Kulturen und Ländern, der alleine auf die Eigenschaften rund um die körperlichen Eigenschaften des Rezeptors und der Haarfarbe zurückzuführen ist.
Bis heute wurden über 15.000 Exemplare von MC1R verkauft.